# Wołożyn (stacja kolejowa)
Wołożyn (biał. Валожын, ros. Воложин) – stacja kolejowa w miejscowości Horodźki, w rejonie wołożyńskim, w obwodzie mińskim, na Białorusi. Nazwa stacji pochodzi od pobliskiego miasta rejonowego Wołożyna.
Stacja istniała przed II wojną światową.